# Дзортов, Рустам Баширович
Дзортов Рустам Баширович (1979, Карабулак — 4 сентября 2009, Барсуки) — один из лидеров сепаратистского вооружённого подполья на Северном Кавказе, руководитель всех сепаратистов Ингушетии с начала 2009 года.
Абдул-Азиз был причастен к покушению на Юнус-Бека Евкурова, взрыву у ГОВД Назрани, убийству зампредседателя Верховного суда Ингушетии Азы Газгиреевой и многочисленным расстрелам сотрудников милиции.
Дзортов находился во всероссийском розыске.
В январе 2009 года он возглавил формирования боевиков Ингушетии. 25 апреля 2009 года (29 раби-сани 1430 г. по Хиждре) Дзортов как амир моджахедов Вилайята Галгайче принял участие в плановом собрании Маджлис-Шура амиров моджахедов Кавказа, которое состоялось в Шатойском районе Чечни.
Вечером 4 сентября 2009 года Рустам Дзортов вместе с двумя своими сообщниками — Зауром Ужаховым и Алиханом Джантамировым — передвигались на автомобиле «ВАЗ-21099» в селе Барсуки. Когда их попытались остановить, боевики открыли из окон машины беглый огонь, после чего на большой скорости попытались скрыться. Во время погони бойцы ФСБ нанесли по машине огневое поражение. Ужахов и Джантамиров были убиты, а Дзортов, получив ранение и истекая кровью, выбрался из салона и направился в сторону лесополосы. Однако, потеряв много крови, он скончался. Его тело сотрудники ФСБ обнаружили уже ночью. Террорист смог преодолеть всего 25 метров.
Члены подполья признали гибель амира Абдул-Азиза.